# DeKalb County, Georgia
DeKalb County är ett administrativt område i delstaten Georgia, USA, med 691 893 invånare. Den administrativa huvudorten (county seat) är Decatur.

## Geografi
Enligt United States Census Bureau har countyt en total area på 702 km². 695 km² av den arean är land och 7 km² är vatten.

### Angränsande countyn
- Gwinnett County, Georgia - nord
- Rockdale County, Georgia - öst
- Henry County, Georgia - syd
- Clayton County, Georgia - sydväst
- Fulton County, Georgia - väst

### Orter
- Avondale Estates
- Brookhaven
- Chamblee
- Clarkston
- Decatur (huvudort)
- Doraville
- Dunwoody
- Lithonia
- Pine Lake
- Stonecrest
- Stone Mountain
- Tucker